# Craniella lentisimilis
Craniella lentisimilis är en svampdjursart som beskrevs av Tanita och Kazuo Hoshino 1989. Craniella lentisimilis ingår i släktet Craniella och familjen Tetillidae.
Artens utbredningsområde är havet kring Japan. Inga underarter finns listade i Catalogue of Life.